# Peñalba de Santiago
Peñalba de Santiago es una localidad y pedanía española del municipio de Ponferrada, en la comarca del Bierzo, provincia de León, comunidad autónoma de Castilla y León. Se trata de una aldea compacta en la que sus casas se ubican en torno a la iglesia de Santiago de Peñalba, una joya del arte mozárabe conservada desde el siglo X.
Su aislada ubicación, en el centro de los montes Aquilianos, hizo de esta zona el lugar escogido por monjes anacoretas para el aislamiento y la construcción de monasterios y ermitas, un fenómeno conocido como la Tebaida leonesa.
El pueblo es Bien de Interés Cultural desde 2008 con categoría de Conjunto Etnológico, y desde 2016 también forma parte de la red de Los Pueblos Más Bonitos de España. La principal actividad económica de la localidad se basa en la restauración y el turismo rural, gracias a sus atractivos naturales y culturales, sus múltiples rutas de senderismo y por tratarse de uno de los mejores ejemplos de conservación de la arquitectura rural en El Bierzo.

## Geografía

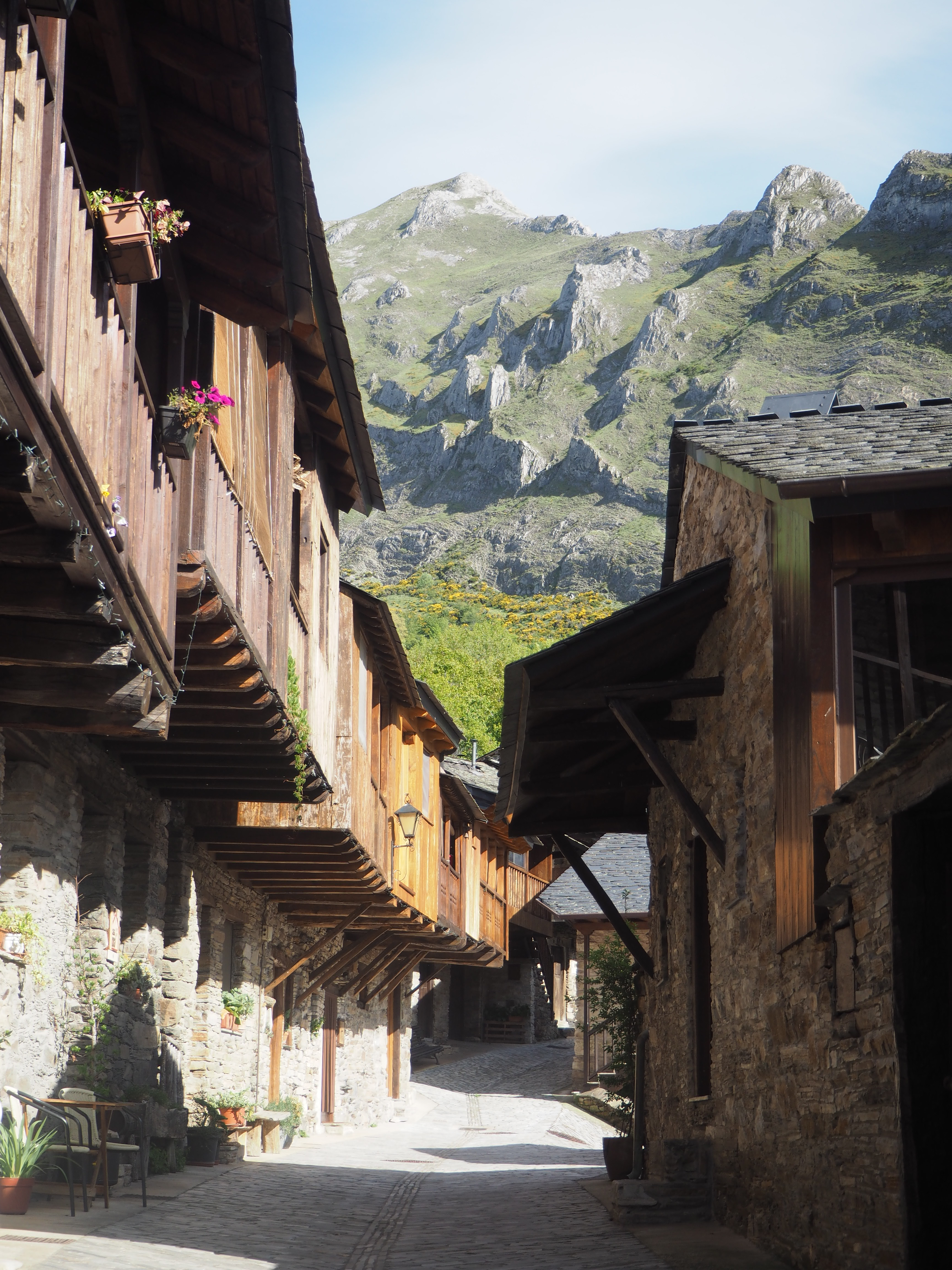
Arquitectura tradicional

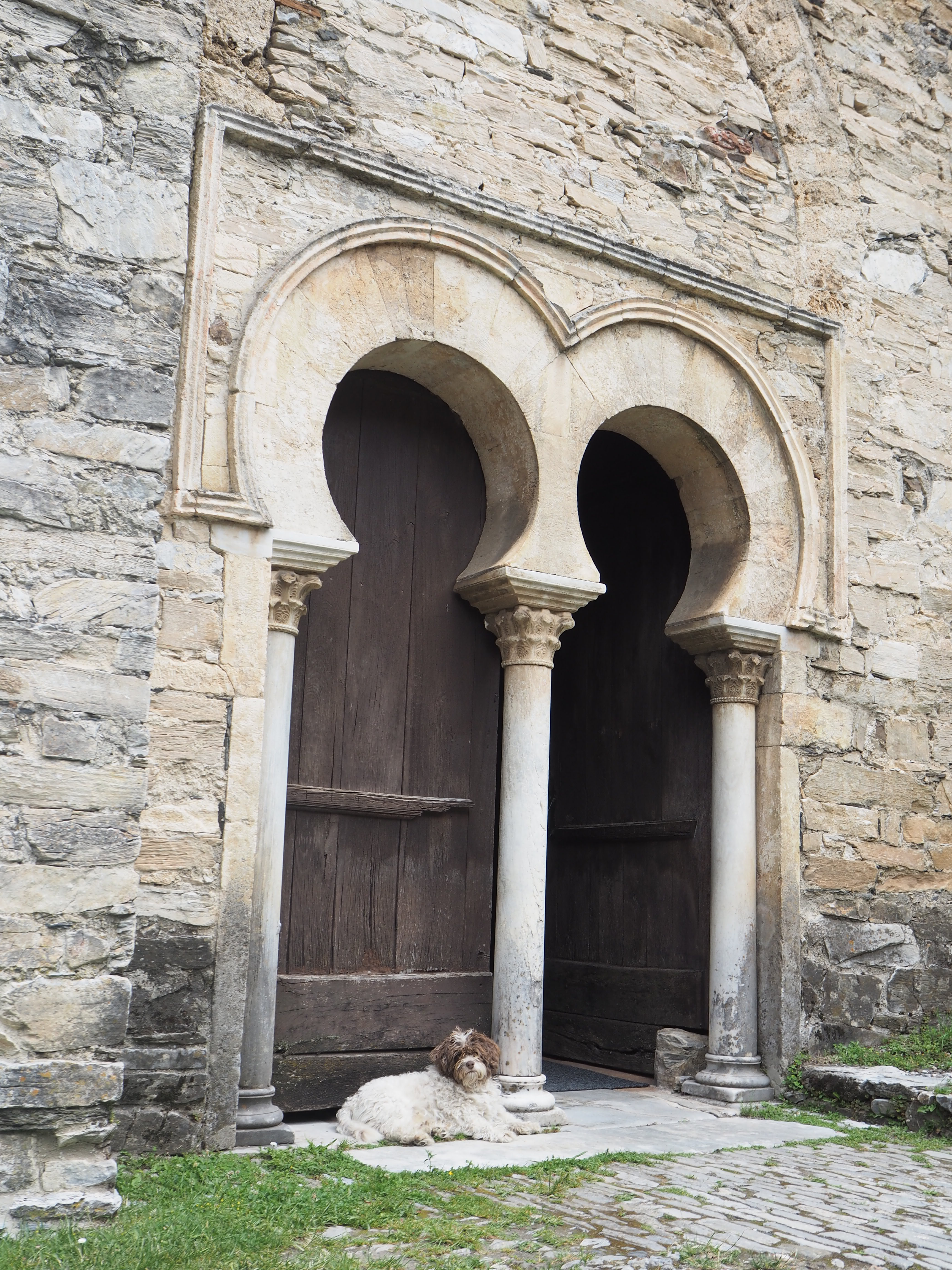
Arcos de herradura en la iglesia de Santiago de Peñalba

Ubicado en el extremo sur de la comarca del Bierzo, en la región más montañosa del valle del Oza, se encuentra a una distancia de 17,5 km de Ponferrada. El pueblo se eleva a 1100 metros de altitud, junto al valle del Silencio. Desde Peñalba de Santiago se divisan las cumbres principales de los montes Aquilianos: Cabeza de la Yegua (2142 m), Pico Tuerto (2051 m) y Aquiana (1846 m).

## Historia
Las características geográficas de un lugar tan aislado como los montes Aquilianos propiciaron, a partir del siglo IV, la llegada de eremitas y monjes anacoretas a estos valles. Este fenómeno eremítico tuvo como primer protagonista a San Fructuoso, que fundó entre otros, los monasterios de Compludo y San Pedro de Montes, muy próximos a Peñalba de Santiago.
Dos siglos después de las fundaciones de Fructuoso, una vez frenado el avance de la conquista musulmana y bajo la frágil protección de los primeros reinos cristianos, el valle del Silencio conocería una nueva etapa de esplendor gracias a la figura de San Genadio. Nombrado obispo de Astorga, aunque ante todo era un eremita, Genadio llega a la Tebaida Berciana en el siglo X con la misión de repoblar la vida monástica, en decadencia tras la ocupación árabe, fundando el monasterio de Peñalba.
San Genadio, en su autobiografía conservada en un documento llamado Testamento (919), cita que después de las fundaciones de San Pedro de Montes y San Andrés:

fundé algo más apartado y en recuerdo de Santiago, un tercer monasterio llamado Pennalba

Después de abandonar el Obispado de Astorga Genadio se retiró al monasterio de Peñalba, donde vivió como eremita durante 19 años más, en una de las cuevas del valle del Silencio. Fue enterrado en el contra-ábside occidental de la iglesia, hasta que en el siglo XVI la Duquesa de Alba trasladó sus restos a Villafranca del Bierzo y posteriormente a Valladolid.
A mediados del siglo XIII, Alfonso IX cede todos los bienes del monasterio de Peñalba al cabildo catedralicio de Astorga. A partir de ese momento desaparecen las noticias relativas al monasterio, perdurando solo las referentes a la iglesia. En torno a la misma irá creciendo la aldea medieval de Peñalba de Santiago tal y como la conocemos hoy, que mantendrá el culto del templo mozárabe como iglesia parroquial, sin alterar su estado original.

Desde entonces, Peñalba de Santiago se mantuvo ciertamente aislado y con una población dedicada íntegramente a la ganadería y a las cosechas. No sería hasta la segunda mitad del siglo XX cuando empezaría a despertar interés por su arquitectura rural y su entorno, que fue declarado «Paraje Pintoresco» por decreto del 6 de junio de 1969.

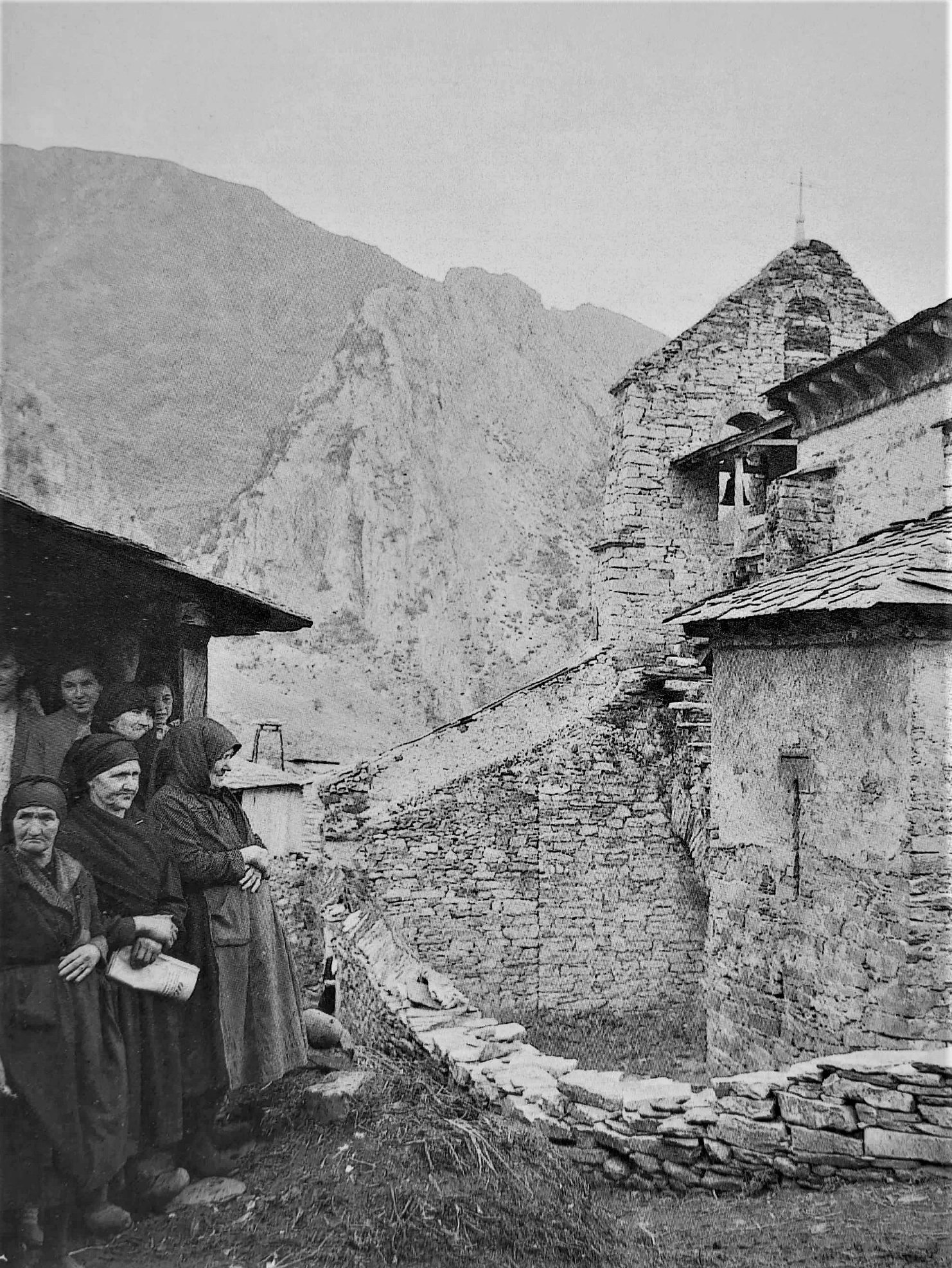
Peñalba de Santiago, año 1951

## Demografía
| Gráfica de evolución demográfica de Peñalba de Santiago entre 2000 y 2021 |
|                                                                           |
| Población de derecho (2000-2021) según el padrón municipal del INE        |

## Cultura

### Arquitectura
Una de las principales señas de identidad de Peñalba de Santiago es su arquitectura popular que comparte, en gran parte, con el resto de aldeas de la montaña de El Bierzo y la comarca vecina de la Cabrera. Son construcciones caracterizadas por tejados (llamados enlosados) de pizarra; muros de piedra caliza-mármol; corredores en voladizo, muchas veces con acceso a través de escalera exterior, que pueden ser abiertos o, habitualmente, cerrados, debido a los rigores invernales; cuadra para ganado y caballerizas y/o bodega en el piso inferior. También es bastante habitual la existencia de hornos situados en un extremo de la edificación con forma redondeada al exterior, que le otorga a las viviendas una apariencia que recuerda a la cultura castreña. La planta suele ser cuadrada con las esquinas redondeadas al exterior.
- El conjunto urbano es un ejemplo de la arquitectura rural de El Bierzo en buen estado de conservación. Es Bien de Interés Cultural desde 2008 con categoría de Conjunto Etnológico.[7]
- La Iglesia de Santiago de Peñalba es una joya de la arquitectura mozárabe del siglo X. Fue fundada por San Genadio, ermitaño que se retiró a una cueva próxima al pueblo, tras ser obispo de Astorga.
- La Cueva de San Genadio, en el valle del Silencio, es un lugar de culto donde se dice que se retiró el santo para meditar durante sus últimos años de vida.
- Los canales romanos del río Oza son parte de los canales que el Imperio Romano utilizó para desviar el agua desde los valles de Peñalba de Santiago hasta la mina de oro de Las Médulas.[8]

### Tradiciones

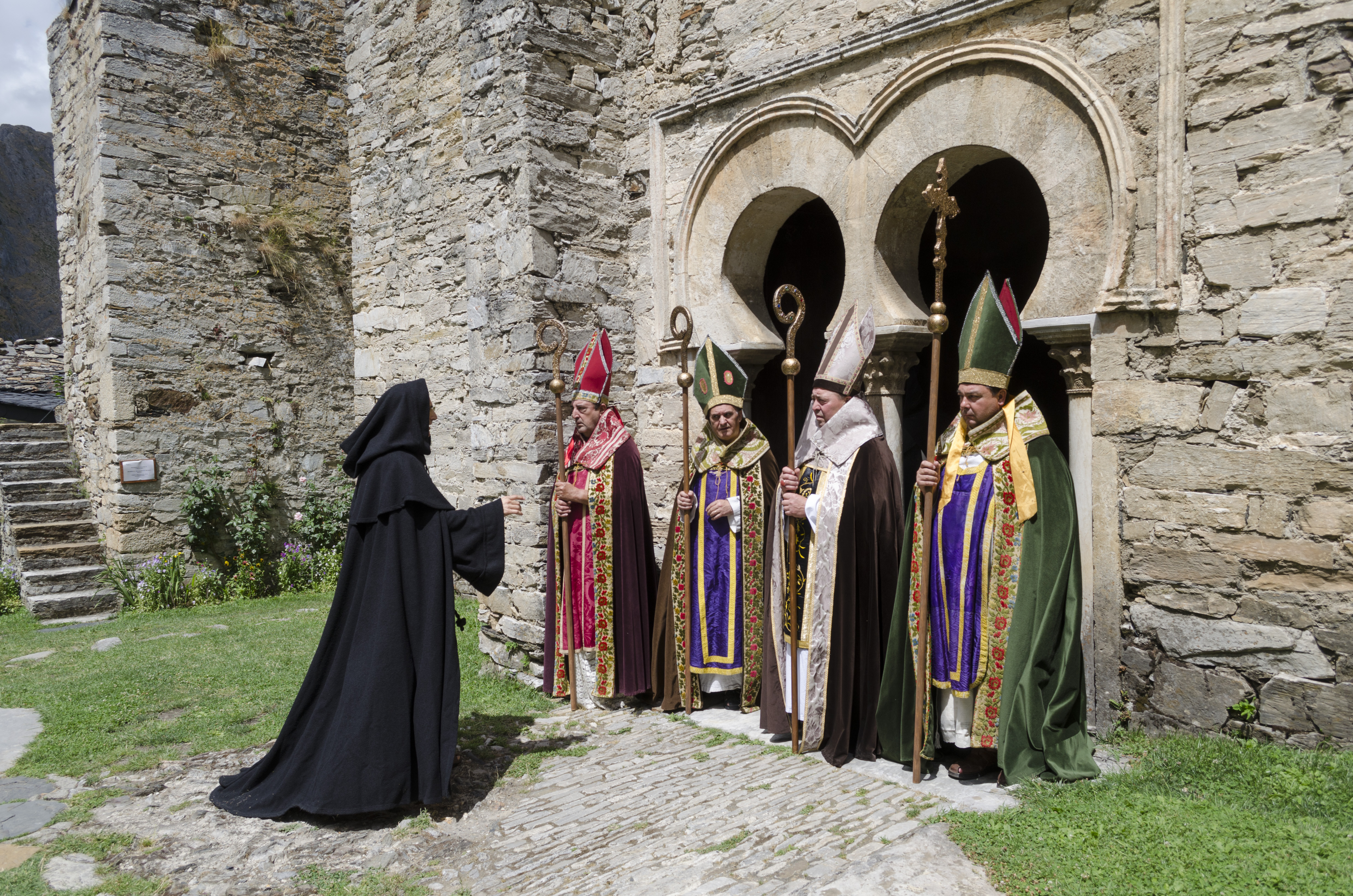
Entrega de la Cruz de Peñalba

Peñalba de Santiago celebra cada año, dentro del marco de las fiestas patronales, su tradicional Fiesta Mozárabe. La festividad incluye una representación teatral que recrea la entrega de la Cruz de Peñalba por parte del rey Ramiro II a los monjes del monasterio de Peñalba, un evento histórico que traslada a la localidad al siglo X.